# ليون فيبريس كورديرو
ليون فيبريس كورديرو (بالإسبانية: León Febres-Cordero Ribadeneyra)‏ (و. 1931 – 2008 م) هو سياسي من الإكوادور ولد في غواياكيل.
تولى منصب رئيس الإكوادور .

## روابط خارجية
- ليون فيبريس كورديرو على موقع مونزينجر (الألمانية)